# Kiyasi
 (février 2011).
Si vous disposez d'ouvrages ou d'articles de référence ou si vous connaissez des sites web de qualité traitant du thème abordé ici, merci de compléter l'article en donnant les références utiles à sa vérifiabilité et en les liant à la section « Notes et références ».
Kiyasi est un village situé à 15 km environ de Sona-Bata et de 5 km de Mbansa-Mboma dans le territoire de Madimba.
Les chefs coutumiers connus jusqu'en 1977 sont : Mbodi, Nkanga, Nkenku...